# SmartScreen
Microsoft SmartScreen je filtr proti phishingu a malwaru implementovaný v několika produktech od Microsoftu, včetně Internet Explorer 8, Hotmailu, a operačního systému Windows 8. Systém je navržen k ochraně uživatelů, proti útokům využívajících sociálního inženýrství a útokem zvaným „drive-by download“ (instalace softwaru bez vědomí uživatele) k infikování systému, skenováním URL, na které uživatel přistupuje a porovnává je se seznamem webových stránek obsahující známé hrozby.

## SmartScreen v Internet Exploreru
SmartScreen byl poprvé představen v aplikaci Internet Explorer 8. Pokud je aktivován, systém kontroluje webové stránky na seznamu stránek, které nejsou potenciálně nebezpečné. Pokud SmartScreen nenalezne stránku v seznamu, automaticky zobrazí výstražnou zprávu, před povolením přístupu na weby, které byly identifikovány jako potenciální hrozby, které by mohli infikovat systém škodlivými aplikacemi nebo podvodným phishingem. V červenci 2010, Microsoft tvrdil, že SmartScreen v aplikaci Internet Explorer měl spousty stránek od dubna 2010, které obsahují malware, Internet Explorer 8 a SmartScreen měli průměrně 90% úspěšnost blokace, na rozdíl od 13% dosažených Firefoxem, Chrome a Safari, kde všichni používají malware filtr poskytovaný společností Google. Internet Explorer 9 dosáhl 100% úspěšnosti na stejném testu. SmartScreen filtr je také známý pro svou rychlost přidávání stránek mezi blokované, což je téměř okamžité, oproti jiným prohlížečům, kterým to trvalo několik hodin.[zdroj?]
V červenci 2010 Microsoft tvrdil, že SmartScreen v aplikaci Internet Explorer zablokoval přes miliardu pokusů o přístup stránek obsahující bezpečnostní hrozby.

### Kritika
Uživatelé nemohou ohlásit URL podvodných webů přes online formulář. Uživatelé musí kliknout na podezřelé URL a vstoupit na stránku přes Internet Explorer, kde použije funkci „Nahlásit tuto stránku“. To vystavuje uživatele útokům „drive-by downloads“ nebo jinému nebezpečnému obsahu, aby mohl nahlásit podvodnou stránku. Uživatelé nemohou použít Chrome, Firefox, Safari, Operu nebo jiný prohlížeč k nahlášení podvodné URL Microsoftu.
SmartScreen filtr lze obejít. Některé phishing útoky používají „front-end“ URL, které jsou zaslány v podvodném e-mailu uživatelům. Po kliknutí na front-end URL je uživatel přesměrován na jinou stránku. Možnost Nahlásit tuto stránku v aplikaci Internet Explorer nahlásí pouze aktuálně prohlíženou stránku. Front-end URL při phishingovém útoku nemůže být nahlášen Micorsoftu a phisher může pokračovat přesměrováním na další URL.

## SmartScreen ve Windows 8
Windows 8 představil SmartScreen filtraci na úrovni plochy, provedením kontroly reputace v základním nastavení na libovolném souboru nebo aplikace stažené z internetu. Microsoft čelí obavám týkajících se soukromí, legality a účinnosti tohoto nového systému, čemu naznačuje, že automatická analýze souboru (zahrnuje zaslání šifrovaného souboru a IP adresy uživatele na server) by mohla být použita k tvorbě databáze uživatelů online ke stažení, a že je používán zastaralý komunikační protokol SSL 2.0, který by mohl útočník odposlouchávat. Jako reakci na to, Microsoft vydal prohlášení, že zaznamenané IP adresy jsou shromažďovány jako normální součást provozu služeb a budou pravidelně mazány, SmartScreen ve Windows 8 používá SSL 3.0 z bezpečnostních důvodů, a že informace získané přes SmartScreen nebudou použity k reklamním účelům nebo prodány třetí straně.